# Street Signs
A 2004-es Street Signs az Ozomatli nagylemeze. Szerepel az 1001 lemez, amit hallanod kell, mielőtt meghalsz című könyvben.
Az album 2005-ben megkapta a legjobb latin rock/alternatív zenei albumnak járó Grammy-díjat, illetve a legjobb alternatív zenei albumnak járó latin Grammy-díjat.

## Az album dalai
|     | Cím                                    | Szerző(k)                                 | Hossz |
| --- | -------------------------------------- | ----------------------------------------- | ----- |
| 1.  | Believe                                | Andy Mendoza, Ozomatli, J. Smith-Freeman  | 5:02  |
| 2.  | Love & Hope                            | JB Eckl, Ozomatli, K. C. Porter           | 4:24  |
| 3.  | Street Signs                           | Ozomatli, Smith-Freeman                   | 3:45  |
| 4.  | (Who Discovered) America?              | Eckl, Porter, Jason Roberts, Asdru Sierra | 4:35  |
| 5.  | Who's to Blame                         | Don Corleon, Daniel Lewis                 | 3:13  |
| 6.  | Te Estoy Buscando                      | Ozomatli                                  | 3:50  |
| 7.  | Saturday Night                         | Ozomatli, Smith-Freeman                   | 3:59  |
| 8.  | Déjame en Paz                          | Ozomatli                                  | 3:29  |
| 9.  | Santiago                               | Ozomatli                                  | 5:10  |
| 10. | Ya Viene el Sol (The Beatle Bob Remix) | Ozomatli                                  | 3:39  |
| 11. | Doña Isabelle                          | Ozomatli, Eddie Palmieri                  | 1:05  |
| 12. | Nadie Te Tira                          | Ozomatli                                  | 4:47  |
| 13. | Cuando Canto                           | Ozomatli                                  | 4:40  |

## Közreműködők

### Ozomatli
- Wil-Dog Abers – basszusgitár, zenekar hangszerelése, ütőhangszerek hangszerelése, ének
- Ulises Bella – billentyűk, szaxofon, melodika, requinto, ének
- Sheffer Bruton – harsona
- Mario Calire – dob
- DJ Spinobi – DJ
- Jabu – rap
- Raúl Pacheco – gitár, jarana, tres, ének
- Justin Porée – ürőhangszerek, rap, újrakeverés
- Asdru Sierra – akusztikus gitár, zongora, trombita, ének
- Jiro Yamaguchi – ürőhangszerek, tabla, zenekar hangszerelése, ütőhangszerek hangszerelése, ének

### További közreműködők
- Beatle Bob – bevezető a Ya Viene el Sol (The Beatle Bob Remix)-en
- Chali 2na – rap a Who's to Blame-en
- Cut Chemist – DJ
- Forte Music City of Prague Orchestra – vonósok a Believe-en
- Hassan Hakmoun – ének a Believe-en
- David Hidalgo – arpa jarocha, requinto
- Paul Livingstone – szitár
- Walter Miranda – zongora
- Eddie Palmieri – zongora a Doña Isabelle és Nadie Te Tira dalokon
- Greg Poree – akusztikus gitár
- K. C. Porter – Hammond orgona
- Les Yeux Noirs – vonósok a Believe és Love & Hope dalokon

### Produkció
- John Burk – executive producer, A&R
- Robert Carranza – hangmérnök
- Chali 2na – producer
- Don Corleon – producer
- Chris Dunn – A&R
- Chris Gehringer – mastering
- Serban Ghenea – keverés, újrakeverés
- John Hanes – digitális szerkesztés, újrakeverés
- Mary Hogan – A&R
- Christian Lantry – fényképek
- Christopher Lennertz – zenekar hangszerelése
- Daniel "Blaxxx" Lewis – producer
- Bob O'Connor – A&R
- Ozomatli – producer, hangmérnök, újrakeverés
- K. C. Porter – producer
- Seth Presant – hangmérnök
- Anton Pukshansky – hangmérnök
- Jason Roberts – programozás, producer
- Tim Roberts – asszisztens
- Bob Salcedo – hangmérnök
- T-Ray – producer
- Ken Takahashi – hangmérnök

## Fordítás
Ez a szócikk részben vagy egészben a Street Signs (album) című angol Wikipédia-szócikk ezen változatának fordításán alapul.  Az eredeti cikk szerkesztőit annak laptörténete sorolja fel. Ez a jelzés csupán a megfogalmazás eredetét és a szerzői jogokat jelzi, nem szolgál a cikkben szereplő információk forrásmegjelöléseként.